# (7862) Keikonakamura
(7862) Keikonakamura est un astéroïde de la ceinture principale.

## Description
(7862) Keikonakamura est un astéroïde de la ceinture principale. Il fut découvert le 2 mars 1981 à Siding Spring par Schelte J. Bus. Il présente une orbite caractérisée par un demi-grand axe de 2,84 UA, une excentricité de 0,08 et une inclinaison de 2,4° par rapport à l'écliptique.

## Compléments